# 桝本頼兼
桝本 賴兼（ますもと よりかね、1941年（昭和16年）1月29日 - ）は、日本の政治家、元公務員。満洲国出身。元京都市長（3期）。

## 経歴
- 1945年 - 日本に帰国。幼少期を久美浜町（現：京丹後市）と京都市で過ごす。
- 1953年 - 京都市立朱雀第二小学校卒業
- 1956年 - 京都市立北野中学校卒業
- 1959年 - 京都市立西京高等学校卒業
- 1963年 - 中央大学法学部卒業。京都市に入庁し、京都市教育委員会事務局にて勤務。
- 1988年4月 - 京都市教育委員会事務局教育次長
- 1992年4月 - 京都市教育委員会教育長
- 1996年2月25日 - 京都市長に就任。
- 2007年10月 - 次の市長選挙には立候補せず、任期満了をもって引退する意向を表明した。
- 2008年2月24日 - 任期満了により、市長を退任。